# Doratoxylon chouxii
Doratoxylon chouxii är en kinesträdsväxtart som beskrevs av René Paul Raymond Capuron. Doratoxylon chouxii ingår i släktet Doratoxylon och familjen kinesträdsväxter. Inga underarter finns listade i Catalogue of Life.